# Contomastix vacariensis
Contomastix vacariensis là một loài thằn lằn trong họ Teiidae. Loài này được Feltrim & Lema mô tả khoa học đầu tiên năm 2000.